# 湖南自修大学旧址
湖南自修大学旧址位于位于湖南省长沙市的中山东路。最早是曾国藩祠，始建于1875年。1914年在祠堂创办船山学社，以研究和发扬王船山的思想。
根据胡适的回忆，毛泽东依据了他在1920年的《一个自修大学》的讲演，拟成《湖南第一自修大学章程》并来他家要他审定。所以“湖南自修大学”的名称是由胡适造的。1921年8月16日，毛泽东在湖南《大公报》上发表了《湖南自修大学组织大纲》，同时他又起草了《湖南自修大学创立宣言》。1921年9月，毛泽东、何叔衡等人兴办的湖南自修大学开学，原船山学社的社长贺民范为校长，毛泽东任教务长。1922年11月，李达受邀担任校长，王会悟任英语教员。李维汉、夏明翰、陈赓等人在此学习和教书。1923年11月，自修大学被湖南省长赵恒惕以“学说不正”为由查封。1938年建筑毁于文夕大火。
中华人民共和国建立后的1954年在原址复建，复原陈设了毛泽东、何叔衡的卧室和湖南学生联合会办公室、自修大学图书馆，介绍毛泽东在自修大学的情况；以及在自修大学学习过的部分人员的照片及生平事蹟等。1964年对外开放。现为省级重点文物保护单位。

## 相关
- 船山学社
- 毛泽东生平